# Claro Open Colombia
A Claro Open Colombia minden év július végén megrendezett tenisztorna férfiak számára Bogotában. 
Az ATP 250 Series tornák közé tartozik, összdíjazása 768 915 dollár. A versenyen 28 versenyző vehet részt.
A mérkőzéseket kemény borítású pályákon játsszák, 2013 óta.
A verseny 2013-ban került vissza az ATP versenynaptárába, az LA Tennis Open helyére így Kolumbia 2002 után ismét ATP 250-es tornát rendezhet.

## Győztesek

### Egyéni
| Év   | Győztes       | Ellenfél a döntőben | Eredmény a döntőben |
| ---- | ------------- | ------------------- | ------------------- |
| 2015 | Bernard Tomic | Adrian Mannarino    | 6-1, 3-6, 6-2       |
| 2014 | Bernard Tomic | Ivo Karlović        | 7-6(5), 3-6, 7-6(4) |
| 2013 | Ivo Karlović  | Alejandro Falla     | 6-3, 7-6(4)         |

### Páros
| Év   | Győztesek                               | Ellenfelek a döntőben                     | Eredmény a döntőben    |
| ---- | --------------------------------------- | ----------------------------------------- | ---------------------- |
| 2015 | Édouard Roger-Vasselin / Radek Štěpánek | Mate Pavic / Michael Venus                | 7-5, 6-3               |
| 2014 | Chris Guccione / Sam Groth              | Nicolas Barrientos / Juan Sebastian Cabal | 7-6(5), 6-7(3), [11-9] |
| 2013 | Purav Raja / Divij Sharan               | Édouard Roger-Vasselin / Igor Sijsling    | 7-6(4), 7-6(3)         |

## Külső hivatkozások
- Hivatalos oldal